# Городское поселение Столбовая
Городско́е поселе́ние Столбова́я — упразднённое муниципальное образование (городское поселение) в Чеховском муниципальном районе Московской области.
Было образовано в 2005 году. Упразднено в 2017 году с преобразованием муниципального района в городской округ Чехов.
Включало 3 населённых пункта, крупнейший из которых — посёлок городского типа Столбовая. Площадь территории — 2157 га.

## История
В ходе муниципальной реформы, проведённой после принятия федерального закона 2003 года «Об общих принципах организации местного самоуправления в Российской Федерации», в Московской области были сформированы городские и сельские поселения.
Городское поселение Столбовая было образовано согласно закону Московской области от 28 февраля 2005 г. № 77/2005-ОЗ «О статусе и границах Чеховского муниципального района и вновь образованных в его составе муниципальных образований».
В состав городского поселения вошли посёлок городского типа Столбовая и ещё 2 сельских населённых пункта, ранее административно подчинённых рабочему посёлку Столбовая.
В 2023 году посёлок городского типа Столбовая аннексировал в свой состав Чеховский муниципальный район по приказу Президента РФ. 

## Население
| 2006  | 2007  | 2008  | 2009  | 2010  | 2011  | 2012  |
| ----- | ----- | ----- | ----- | ----- | ----- | ----- |
| 5370  | ↗5439 | ↗5483 | ↗5506 | ↘5273 | ↗5298 | →5298 |
| 2013  | 2014  | 2015  | 2016  | 2017  |       |       |
| ↗5313 | ↗5338 | ↗5349 | ↘5341 | ↘5271 |       |       |

## Состав
В состав городского поселения Столбовая входили 3 населённых пункта (1 посёлок городского типа и 2 деревни):
| Вид             | Наименование | Население, чел. (2006) | ОКАТО          | Бывшая административная единица                          |
| --------------- | ------------ | ---------------------- | -------------- | -------------------------------------------------------- |
| деревня         | Панино       | 9                      | 46 256 555 002 | в административном подчинении рабочему посёлку Столбовая |
| деревня         | Сандарово    | 21                     | 46 256 555 001 | в административном подчинении рабочему посёлку Столбовая |
| рабочий посёлок | Столбовая    | 5250                   | 46 256 555     |                                                          |